# Philippe Germain
Pour les articles homonymes, voir Germain.
Philippe Germain, né le 1er janvier 1968 à Nouméa, est un homme politique et chef d'entreprise français. Il est président du gouvernement de la Nouvelle-Calédonie de 2015 à 2019. 
Après avoir présidé la Fédération locale des industries de 2004 à 2009, il est membre du huitième gouvernement de Nouvelle-Calédonie issu de l'accord de Nouméa du 5 juin 2009 au 3 mars 2011, chargé de l’économie, de l’industrie, du travail, du commerce extérieur, des questions monétaires et de crédit, du dialogue social et des relations avec le Conseil économique et social, puis du treizième gouvernement du 5 juin au 31 décembre 2014 (par intérim jusqu'au 1er avril 2015), chargé à nouveau de l'économie, du commerce extérieur et des relations avec le Conseil économique, social et environnemental, mais aussi du Droit commercial, de la Fiscalité, des Douanes, de l'Énergie et des questions liées à la Communication audiovisuelle. Il est porté le 1er avril 2015 au poste de président du quatorzième gouvernement, qui avait été élu le 31 décembre 2014. Il est réélu le 1er décembre 2017 président dans le quinzième gouvernement, dont la composition avait été faite le 31 août 2017.

## Cadre puis chef d'entreprise
Philippe Germain a grandi à Farino, commune rurale située dans les contreforts de la Chaîne centrale de la Grande Terre en Nouvelle-Calédonie, au sein d'une famille d'exploitants forestiers. 
Il suit des études de gestion et comptabilité à Paris puis à Nice et, après avoir un temps tenté de se lancer dans la restauration, il intègre en 1990 la chocolaterie industrielle locale « Biscochoc » comme comptable et gravit petit à petit les échelons au sein de la direction de l'entreprise. Il en est ainsi successivement le chef comptable, le directeur financier et enfin le directeur général de 2003 jusqu'en novembre 2008. Il milite alors activement pour la mise en place d'un contrôle strict de l'importation et donc l'obtention par les producteurs locaux de licences des grandes marques nationales ou internationales, estimant que « avec leurs recettes, on ne peut qu’évoluer » par le respect d'« un cahier des charges très complexe pour que les bonbons ou chocolats que nous produisons localement se rapprochent au maximum des originaux ». Il défend également la nécessité d'interdire à l'importation la pâte à tartiner de marque Nutella ou les Ferrero Rocher afin d'éviter une concurrence qu'il juge déloyale aux produits fabriqués en Nouvelle-Calédonie. Ainsi, interdits pendant longtemps, les pots de Nutella et les rochers ne réintègrent le marché néo-calédonien qu'à partir de 2005 en étant soumis à des quotas relativement faibles (6 tonnes de Nutella autorisées par an et 2 kg par voyageur entrant sur le Territoire, tandis que Biscochoc vend à cette époque en moyenne 50 tonnes de pâte à tartiner par an). Biscochoc et sa direction sont régulièrement l'objet de polémique auprès des consommateurs néo-calédoniens, leur étant généralement reprochés de fabriquer des chocolats de moins bonne qualité que les produits importés ou de tenter de mettre en place, au nom de la protection d'un petit marché insulaire, de véritables monopoles,.

## Président de la FINC
Devenu président de la Fédération des industries de Nouvelle-Calédonie (FINC), branche du MEDEF local, en 2004, il y défend une vision plutôt protectionniste de l'économie et donc en faveur de la mise en place de mesures dissuasives (quotas, taxes) afin de limiter les importations. À ce titre, il monte plusieurs fois aux créneaux dans le but de défendre les intérêts des industriels locaux. Dès mars 2005 il s'inquiète du manque de contacts établis entre les secteurs de l'industrie et de la grande distribution, dont il juge la conception comme relevant du « tout libéral ». Il s'oppose également à plusieurs reprises au Rassemblement-UMP et à son président, le député Pierre Frogier, notamment lorsque celui-ci déclare en octobre 2008, dans une phase de précampagne avant les élections provinciales du 10 mai 2009, vouloir « mettre un terme aux monopoles dans l’industrie locale » ainsi qu'aux « oligopoles de fait, souvent renforcés et consolidés par les protections à l’importation », ce à quoi Philippe Germain répond : « Nous ne pouvons pas accepter que l’on caricature l’industrie, pesant 25 % du PIB, [...] créant de l’emploi, contribuant à la fiscalité » tout en estimant que le nombre d'entreprises seules sur leur marché « se comptent sur les doigts d’une main » et que, pour les mesures de protection de marché, « toutes sont justifiées économiquement ». Au début de l'année 2009, c'est un nouveau bras de fer qui s'engage avec certains importateurs ayant déposé onze recours auprès du tribunal administratif afin de faire baisser les barrières douanières tandis que Philippe Germain critique dans le même temps un rapport rendu par le syndicat USOENC sur la vie chère en déclarant : « Sur 100 pages, ce rapport en consacre 70 à l’industrie. Et on veut nous faire croire qu’ici la vie est chère justement à cause de l’industrie locale alors qu’elle ne représente que 4 % dans l’agroalimentaire et 9 % du total du panier de la ménagère. Pourquoi ne parle-t-on pas du reste, des 91 % restant qui proviennent, ceux-là, entièrement de l’importation ? C’est parler de l’arbre qui cache la forêt alors qu’à côté de ça on ne parle pas du marché de l’agroalimentaire dans la grande distribution qui est concentré à 80 % entre les mains de deux groupes. Comme si le commerce n’était en rien responsable de la vie chère. ».  
À partir de la fin de l'année 2008, il est associé avec deux autres investisseurs (Xavier Cevaer et Carold Vassilev) dans la société HDM, qui participe avec Forest Invest de Pascal Jacques au projet d'établissement d'un hypermarché d'enseigne Hyper U couplé à 53 boutiques et trois moyennes surfaces (chaussures, textile, bazar) dans une galerie commerciale de 34 000 m2 bâti sur 13 hectares de remblai (ce qui en ferait le plus grand centre de grande distribution de Nouvelle-Calédonie) sur le site de l'Anse Uaré à Ducos à Nouméa, avec pour but avoué de répondre à l'explosion démographique du Grand Nouméa et d'aider à la baisse les prix en augmentant la concurrence dans le secteur. Ce projet a néanmoins fait l'objet d'une vive polémique qui a divisé le monde politique et économique de l'archipel, étant soutenu par les partis Calédonie ensemble (et donc à l'époque de la présidence de la Province Sud), FN local et MCF ou encore par les associations de consommateurs « UFC-Que-Choisir ? » ou « FO-Consommateurs », tout en s'attirant l'opposition du Rassemblement-UMP (et donc de la mairie de Nouméa), de l'Avenir ensemble (et donc de la présidence du Gouvernement à ce moment-là), de l'association de commerçants « Nouméa Centre-Ville » et des principaux groupes de distributeurs (Pentecost, Lavoix, famille Guyenne).

## Membre du gouvernement Gomès
Bien que proche du milieu politique depuis 1995 en tant que militant des partis successifs d'opposition au RPCR au sein du camp non-indépendantiste (Une Nouvelle-Calédonie pour tous UNCT devenu ensuite Alliance de Didier Leroux de 1995 à 2004, puis Avenir ensemble de 2004 à 2008 et enfin Calédonie ensemble de Philippe Gomès depuis 2008), il ne s'investit réellement qu'après les élections provinciales du 10 mai 2009. Il est alors élu le 5 juin 2009 membre du 8e Gouvernement local issu de l'Accord de Nouméa, en 5e position sur la liste d'union anti-indépendantiste (combinant des candidats de Calédonie ensemble dont Philippe Gomès qui conduit la liste, du Rassemblement-UMP et du LMD-Avenir ensemble, formations qui s'étaient combattus pendant la campagne mais qui se sont alliés après le scrutin afin d'éviter une instabilité institutionnelle née de l'éclatement de la classe politique). Le 15 juin suivant, il est chargé des secteurs de l’économie, de l’industrie, du travail, du commerce extérieur, des questions monétaires et de crédit, du dialogue social et des relations avec le Conseil économique et social. Il a immédiatement démissionné de la direction de toutes ses entreprises (tout en restant actionnaire) ainsi que de la présidence de la FINC, afin d'éviter tout conflit d'intérêts. 
Après sa prise de fonction, il défend la nécessité de l'intervention des pouvoirs publics dans l'économie et déclare : « On a bien vu que la doctrine ultralibérale qui a dominé le monde entier ces deux dernières décennies a trouvé ses limites. La crise en est la preuve. Donc, il faut une règle du jeu, une possibilité d’intervention de l’autorité publique. Le système économique calédonien s’est bâti sur l’initiative privée, sans aucun cadre. D’où son dynamisme, d’où aussi certaines dérives. Il faut parvenir à préserver cette liberté en la conjuguant avec un minimum de règles ». 

### Conflit d'Aircal et le dialogue social
Il est immédiatement confronté à un climat social particulièrement tendu, le conflit opposant la direction de la compagnie aérienne domestique AirCal et le syndicat radical USTKE dégénère bientôt avec une succession de grèves générales, manifestations, contre-manifestations et blocages (notamment avec des barrages placés pendant plusieurs jours aux entrées de la zone industrielle de Ducos) qui menacent la santé économique de l'archipel. Philippe Germain et le gouvernement appellent alors à l'apaisement. Lors d'une Conférence sociale tenue à Nouméa en novembre 2009, il concrétise avec les partenaires sociaux et acteurs économiques un accord pour un « agenda social partagé » passant par la création d'un « Conseil du dialogue social » (CDS). Cette institution visant à intégrer ces différents acteurs dans le processus de décision des politiques sociales est officialisée par une loi du pays que Philippe Germain prépare aux côtés de Michel Lasnier (lui aussi membre de Calédonie ensemble, et rapporteur du texte au Congrès), adoptée par le gouvernement le 26 octobre 2010 et par l'assemblée néo-calédonienne le 15 décembre suivant. 

### La loi sur l'emploi local
Chargé du secteur du travail, il doit finaliser l'adoption de la loi du pays de promotion et de soutien à l'emploi local sur la base de l'avant-projet voté par le gouvernement le 3 mars 2009 après avoir trouvé un consensus avec les partenaires sociaux (à l'exception de l'USTKE). Voté une première fois par le Congrès le 29 décembre 2009 à une très large majorité (tous les élus à l'exception de 16 abstentionnistes, à savoir les 12 du groupe FLNKS dominé par l'Union calédonienne et les 4 du Parti travailliste, le bras politique de l'USTKE), ce texte fait néanmoins l'objet d'une demande de seconde lecture et donc d'un nouveau vote déposée par le FLNKS avec la volonté de retirer du projet la protection des conjoints de citoyens néo-calédoniens (mesure pourtant défendue par certains partis politiques, surtout non-indépendantistes, afin d'empêcher une éventuelle « fuite des cerveaux », à savoir la décision par certains étudiants néo-calédoniens de rester en France métropolitaine ou à l'étranger après y avoir éventuellement trouvé leur conjoint) et d'augmenter la durée de séjour minimum requise pour accéder à certains emplois. 
Le texte est alors remanié, avec l'ajout de la motion suivante : « à conditions de qualification et de compétence égales, l’employeur est tenu de donner la priorité au citoyen de la Nouvelle-Calédonie ». De même, outre la promotion et le soutien de l'emploi local, le projet de loi du pays appelle dans son titre à la « protection » de ce dernier. L’assimilation des conjoints non locaux des citoyens néo-calédoniens reste soumise à des mesures plus favorables que pour les autres personnes ne respectant pas la durée minimale de résidence, mais ils ne sont toutefois plus appréhendés directement dans le champ des bénéficiaires de la protection. À la place, les dispositions sur l’emploi local leur sont étendues en assimilant une durée de mariage de 2 ans à une résidence de 10 ans. Ce nouveau document est finalement voté une seconde fois, et cette fois à l'unanimité, par le Congrès le 27 juillet 2010, et est publié au Journal officiel de la Nouvelle-Calédonie du 12 août 2010. Philippe Germain prépare de plus un avant-projet de loi du pays relative aux relations de travail et à l’interdiction du harcèlement moral et sexuel au travail, adoptée par le gouvernement le 29 septembre 2010 (ce texte est acté par le Congrès alors qu'il n'est plus membre de l'exécutif, le 28 septembre 2011).  

### Vie chère et pouvoir d'achat
Sur le plan économique, il est notamment chargé de préparer et mettre en place la « mesure d'urgence » ou de « correction » signée le 29 juillet et adoptée par arrêté le 3 août 2010 en matière de lutte contre la vie chère, créant les produits « Oké » qui remplacent pour un an renouvelable à partir du 16 août suivant les « écoproduits » lancés par le précédent gouvernement et avec lesquels ils diffèrent surtout par le fait qu'ils touchent une gamme plus large de biens, 115 au total, qu'ils ne fixent pas de prix unique mais un prix moyen établi « de manière générale en dessous du prix moyen, calculé entre le prix maxi et le prix mini » et qu'ils prennent en compte les coûts de transports aux îles Loyauté, des Pins et Belep). Il engage une réforme visant à créer des « contrats de performance » qui obligeraient les secteurs bénéficiant de protections de marché à respecter des objectifs vis-à-vis de l'emploi, des prix, de la qualité, des normes notamment environnementales, du partage de la richesse entre le capital et le travail, entre autres. 
Il prépare également le texte d'une « loi antitrust », point important du programme de Calédonie ensemble puis du discours de politique générale de Philippe Gomès en 2009, afin de renforcer la concurrence dans la grande distribution (cette réforme est toutefois mise en sommeil après le changement d'exécutif en 2011), tout en faisant voter des mesures pour encadrer les marges arrière. Il mène à bien un autre pilier du programme de Calédonie ensemble, à savoir l'augmentation du Salaire minimum garanti (SMG, le SMIC local) à 150 000 F CFP (1 257 euros) à compter du 1er juillet 2012 (la loi du pays permettant au gouvernement de fixer le montant du SMG par arrêté indépendamment des règles de relèvement normalement prévues par le code du travail est adoptée le 30 décembre 2009 par le Congrès et promulguée le 15 janvier 2010), associée à la convocation des partenaires sociaux pour aboutir à une réévaluation des bas salaires jusqu'à une fois et demie le SMG, qui aboutit à la signature d'un accord-cadre le 19 février 2010.  

### La chute du gouvernement et le retrait
Après la chute du gouvernement Gomès du fait de la démission en bloc le 17 février 2011 des membres FLNKS (tendance UC) et de leurs suivants de liste, Philippe Germain est porté en 3e place sur la liste présentée par Calédonie ensemble et menée par Philippe Gomès pour l'élection du nouvel exécutif le 3 mars suivant. Cependant, la formation ayant obtenu 12 voix sur 54 (les 10 du groupe Calédonie ensemble, celle de l'unique élu du RPC Jean-Luc Régent et de la non inscrite et ex-RPC Nathalie Brizard), elle ne peut obtenir que 2 des 11 sièges du gouvernement, et Philippe Germain n'est donc pas reconduit en son sein. Quoi qu'il en soit, tous les membres de la liste Calédonie ensemble (à l'exception de Philippe Gomès, qui veut rester afin de porter la voix du mouvement dans la nouvelle équipe gouvernementale) démissionnent, provoquant à nouveau la chute du gouvernement, cela afin de pousser l'État à dissoudre le Congrès et provoquer de nouvelles élections provinciales. Pour l'élection du nouvel exécutif le 17 mars 2011, Philippe Germain n'est présent qu'en septième position sur la liste Calédonie ensemble (qui obtient cette fois 3 élus), et n'est plus candidat lors des scrutins du 1er avril puis du 10 juin 2011.

## Toujours conseiller économique de Calédonie ensemble
Après son retrait du gouvernement, Philippe Germain quitte le devant de la scène politique tout en continuant à conseiller Calédonie ensemble sur les questions économiques et fiscales, devenant l'un des principaux artisans des positions et du programme du parti dans ces domaines. Il se montre particulièrement opposé au projet du nouvel exécutif de réformer la fiscalité indirecte pour mettre en place une taxe sur la valeur ajoutée (TVA) à la place de plusieurs taxes existantes, sous le nom de « taxe générale sur les activités » (TGA, adoptée par le Congrès le 5 mars 2012, son application est reportée le 13 novembre 2012, elle est définitivement abandonnée le 17 janvier 2014). Pour lui : « C’est le consommateur qui va payer la TVA par un allégement fiscal des entreprises. Elle va induire une augmentation des prix. Elle est favorable à l’importation, et donc contraire au développement de la production locale. Et elle ne règle pas la contribution ou l’irrégularité des recettes fiscales du nickel, sauf à augmenter le taux de TVA et donc à faire payer aux consommateurs le manque à gagner sur le nickel ». Il se montre au contraire favorable « à des impôts spécifiques, ciblés » et par une simple amélioration du système en place jugé « relativement efficace », voire éventuellement à la mise en place d'une TVA sociale. 
D'autre part, le projet de « loi anti-trust » qu'il avait commencé à préparer au gouvernement est largement repris par le groupe Calédonie ensemble par le biais d'une proposition de loi du pays déposée au Congrès à la suite de l'adoption au niveau national de la loi du 20 novembre 2012 relative à la régulation économique outre-mer (dite « loi Lurel ») et au Comité des signataires du 6 décembre 2012 appelant à la mise en place d'un dispositif local. Ce texte relatif à la concurrence en Nouvelle-Calédonie est adopté par le Congrès le 3 mai 2013 grâce aux voix des groupes UNI et FLNKS (28 voix pour, 17 contre et 4 abstentions), face à une proposition concurrente du Rassemblement-UMP qui pour sa part est rejetée. Les deux propositions prévoyaient notamment des seuils plus ou moins stricts en termes de part de marché au-delà duquel un opérateur est considéré en position dominante (25 % dans le texte adopté de Calédonie ensemble, 50 % dans celui du Rassemblement-UMP), du plafond de déclenchement du contrôle des fusions-absorptions (600 millions de F CFP de chiffre d'affaires cumulé pour l'absorbeur et l'absorbé chez Calédonie ensemble, 1,8 milliard chez le Rassemblement-UMP) et les accords exclusifs d'importation (interdits par la proposition de Calédonie ensemble, ce à quoi le Rassemblement-UMP s'oppose). Le Rassemblement-UMP, associé à l'Avenir ensemble, demandent une seconde lecture de la proposition, qui aboutit le 25 juin 2013 à une nouvelle adoption du texte, qui définit également une autorisation préalable d’extension ou de reprise des surfaces commerciales dès qu’elles dépassent 350 m2. Le dispositif est plus contraignant que celui prévu dans les DOM par la loi Lurel, et le Rassemblement-UMP, en la personne de la présidente de l'Assemblée de la Province Sud, Cynthia Ligeard, réagit à nouveau en saisissant cette fois le Conseil constitutionnel contre les principales mesures du texte, parlant « de dispositions extrêmement dangereuses » qui « portent atteinte tout à la fois à la liberté d’entreprise, au développement économique porteur d’emplois et à l’établissement d’une vraie concurrence ». Quoi qu'il en soit, la création d'une Autorité locale de la concurrence, indispensable pour l'application de cette « loi anti-trust », est incluse dans la loi organique du 15 novembre 2013 visant à actualiser la loi organique relative à la Nouvelle-Calédonie de 1999 et finalement adoptée par le Congrès le 3 avril 2014.     
Dans le cadre de la préparation du programme de Calédonie ensemble pour les élections provinciales de 2014, Philippe Germain anime l'atelier portant sur la problématique « Peut-on favoriser la baisse des prix par la compétitivité des entreprises et la valorisation du travail par la productivité ? » de la « rencontre citoyenne » organisée par le parti le 31 août 2013 sur le campus de l'université de la Nouvelle-Calédonie afin d'établir ses propositions en matière d'économie autour du slogan : « Une économie pour tous qui favorise la compétitivité, la croissance et l'emploi ». Pour la première fois candidat au suffrage universel, en 11e position sur la liste « L'Avenir en partage. Ensemble, vers un avenir éclairé et apaisé » menée par Philippe Gomès en Province Sud. Il est l'un des principaux porte-paroles de la campagne pour les questions économiques, fiscales et financières, aux côtés notamment de Martine Lagneau (qui lui avait succédé en 2009 à la tête de la FINC) ou Monique Jandot (elle-même ancienne présidente de la Confédération générale des petites et moyennes entreprises, dont la FINC est une composante). Il résume ainsi dans le programme de la liste sa vision, articulée autour de ses positions traditionnelles en faveur de la consommation, de la concurrence, de la protection de la production locale et de la compétitivité (par une baisse des cotisations sociales des entreprises, la défiscalisation de la recherche et développement, la création de clusters ou la formation) : « Le pouvoir d'achat des Calédoniens est lié à leurs revenus et au coût de la vie. C'est sur ces deux fronts que nous devons agir. L'amélioration des revenus passe par la compétitivité du travail, c'est-à-dire par une meilleure qualification des Calédoniens : plus ils seront qualifiés, plus leurs salaires seront élevés. Pour faire baisser les prix, il faut créer un environnement économique favorable à la compétitivité et favoriser la concurrence. Enfin, il faut lutter contre les abus de position dominante. Ce sera la première mission de l'Autorité de la Concurrence de la Nouvelle-Calédonie, qui sera totalement indépendante du pouvoir politique et des lobbies économiques ».

## Membre du gouvernement Ligeard
Le jour du scrutin, le 11 mai 2014, cette liste arrive en tête en Province Sud avec 24 863 voix et 36,44 % des suffrages exprimés, obtenant 16 élus sur 40 à l'Assemblée provinciale dont 13 sur les 32 conseillers également membres au Congrès. Philippe Germain fait ainsi son entrée dans ces deux assemblées, en tant que membre de la majorité. 
Cependant, il n'y siège que jusqu'au 5 juin suivant, étant à cette date la tête de la liste constituée par le groupe Calédonie ensemble pour désigner les membres du 1er gouvernement issu de cette quatrième mandature du statut de l'accord de Nouméa. Elle obtient alors 14 voix sur les 15 du groupe au Congrès et 3 membres parmi les 11 de l'exécutif, un des élus du parti ayant, à la demande de la direction du mouvement, voté pour la liste du groupe du Front pour l'unité (FPU, coalition formée autour du Rassemblement-UMP et de l'Avenir ensemble). En effet, un « Contrat de gouvernance solidaire » (CGS) signé au lendemain de l'élection provinciale unit alors l'ensemble des formations non-indépendantistes, et ce transfert de voix devait permettre de sécuriser une majorité de six membres loyalistes au gouvernement. Toujours dans le cadre de ce CGS, Philippe Germain comme ses deux colistiers et les trois autres élus anti-indépendantistes votent pour Cynthia Ligeard, du FPU - Rassemblement-UMP, à la présidence du gouvernement. Il devient l'un des poids lourds de ce nouvel exécutif et retrouve des responsabilités similaires à celles dont il s'était déjà occupé de 2009 à 2011, obtenant, le 26 juin 2014, l'animation et le contrôle des secteurs de l'Économie, du Droit commercial, de la Fiscalité, des Douanes, du Commerce extérieur et de l'Énergie, ainsi que le suivi des Questions liées à la Communication audiovisuelle et des Relations avec le Conseil économique, social et environnemental (CESE). 
Il est alors surtout chargé d'organiser la conférence économique, sociale et fiscale (CESF) promise dans le programme de campagne de Calédonie ensemble et prévue dans le « Contrat de gouvernance solidaire », afin de définir, par une concertation avec l'ensemble des forces politiques et les partenaires sociaux, les grandes réformes à effectuer dans ces domaines et l'échéancier de leur mise en œuvre entre 2014 et 2019. Cette conférence a ainsi lieu les 20 et 21 août 2015 pour aboutir à la signature le 21 août d'un « agenda économique, social et fiscal partagé ». Il prévoit la mise en place de 50 mesures, dont les principales portent sur la fiscalité afin de dégager de nouvelles sources de revenus pour la collectivité dans un contexte de difficultés budgétaires (avec, à terme, la possibilité de créer 10 milliards de Francs CFP, ou 83,8 millions d'euros, en recettes supplémentaires) avec notamment : 
- la création au quatrième trimestre 2014 d'une Contribution sociale généralisée (CSG) de 2 % sur les revenus bruts du capital (dividendes, loyers, etc.) et de 1 % sur ceux du travail et de remplacement afin de financer les régimes sociaux, pour un montant estimé à 6,5 milliards de Francs CFP (54,47 millions d'euros) ;
- la création au quatrième trimestre 2014 d'une contribution additionnelle à l'impôt sur les sociétés (CAIS) de 3 % ;
- la mise en place de taxes sur les plus-values de 20 % sur les plus-values immobilières (hors vente de l'habitation principale acquise depuis plus de trois ans) au premier trimestre 2015 et de 15 % au maximum sur les plus-values de cessions mobilières (hors transmission familiale, et au-delà d'un certain seuil) au troisième trimestre 2015 ;
- l'instauration au 1er janvier 2016 d'une TVA locale, à laquelle Philippe Germain s'était pourtant opposé par le passé, sous le nouveau nom de « Taxe générale à la consommation » (TGC) aux taux multiples, en remplacement de plusieurs impôts indirects (taxe générale à l'importation ou TGI, la taxe de base à l'importation ou TBI et la taxe de péage sur les produits importés par bateau, la taxe sur le fret aérien ou TFA, la taxe hôtelière sur la nuitée ou THN, la taxe de solidarité sur les services ou TSS et le droit proportionnel à la patente) et en prévoyant une déductibilité de cotisations sociales pour la production locale ;
- la réforme de l'impôt sur les revenus des valeurs mobilières (IRVM), ou impôt sur les dividendes, en remplaçant au quatrième trimestre 2014 le taux fixe précédemment de 13,25 % par un barème progressif par tranche (11 % pour les distributions de moins de 15 millions de Francs CFP, 15 % entre 15 et 30 millions, 17 % au-delà) ou en créant au premier trimestre 2015 un abattement de 50 % pour les dividendes  distribués et réinvestis (création et développement d’activités) ou placés dans le fonds d’épargne et d’investissement calédonien (FEIC, dont la mise en place, également prévue dans cet « agenda », est portée au premier trimestre 2016) afin d'aider à la relance de la croissance ;
- l'aboutissement au premier trimestre 2016 d'un projet envisagé de longue date, celui de l'instauration d'un fonds pour les générations futures alimenté par une nouvelle redevance d'extraction minière et éventuellement par les surplus de recettes de l'impôt sur les sociétés minières et métallurgiques (IS 35).

L'agenda prévoit également la mise en marche de la nouvelle Autorité de la concurrence, l'alignement en concertation avec l'État des tarifs bancaires sur ceux de la France métropolitaine d'ici à 2017 tel que prévu par un amendement de Philippe Gomès à la loi Lurel de 2012, l'étude d'une baisse des cotisations sociales pesant sur le travail, l'organisation jusqu'au 1er janvier 2016 de négociations avec les opérateurs et partenaires sociaux visant à établir des « contrats de compétitivité » pour établir des baisses de prix par filière, la création d'un guichet unique pour simplifier les démarches administratives au quatrième trimestre 2015, la finalisation du projet de « contrats de performance » engagé entre 2009 et 2011 par Philippe Germain, l'adoption non datée d'une loi du pays sur la participation des salariés aux résultats de l'entreprise, l'élaboration d'ici au deuxième trimestre 2015 d'un schéma de l'énergie et du climat ou l'aboutissement de plusieurs projets envisagés ou préparés depuis les mandatures précédentes dans d'autres secteurs de compétences (aboutir d'ici à 2018 à au moins 1 000 nouvelles constructions de logements sociaux ou intermédiaires par an, la création d'un Office foncier, la mise en place d'une procédure de droit de préemption pour les collectivités locales, l'adoption du Schéma des transports et de la mobilité, la modernisation du droit local des assurances, la création en 2015 d'une allocation de frais de garde, la mise en place en 2015 d'une complémentaire santé obligatoire pour les salariés et fonctionnaires et d'un régime de retraite obligatoire pour les travailleurs indépendants). En revanche, la réforme de l'impôt sur le revenu des personnes physiques (IRPP) n'est pas engagée en l'absence d'un consensus sur le sujet, l'accord se contentant de prévoir une suppression du quotient familial, d'envisager sans la rendre obligatoire une éventuelle révision des tranches du barème de l'impôt d'ici au quatrième trimestre 2015 et la redirection de l’incitation fiscale sur l’assurance-vie vers le nouveau FEIC. Ce dernier point pousse alors les syndicats de salariés, qui signent toutefois cet agenda, a émettre des réserves et à parler d'« accord à minima ». Les organisations patronales se montrent plus enthousiastes à l'égard du projet, tout en regrettant l'absence de mesures discutées sur la maîtrise des dépenses, le co-président du MEDEF local, Daniel Ochida, déclarant : « Les entreprises ont accepté des efforts importants, il faut maintenant faire vivre cet agenda et relever le défi de la croissance et de l’ouverture au monde ». Le FPU regrette enfin pour sa part un manque d'engagement sur la vie chère, et affirme que : « Il fallait signer pour ne pas s’opposer à la volonté de réformes, mais nous ne sommes pas d’accord avec certains éléments ».
Par la suite, il s'attache à préparer les applications législatives des mesures prévues dans cet accord. Le 18 novembre, le 25 novembre et le 2 décembre 2014, le gouvernement adopte à l'unanimité les premiers projets de loi du pays portant sur ces réformes, à savoir pour la mise en place à partir du 1er janvier 2015 respectivement de la CAIS, de la réforme de l'IRVM et de la Contribution calédonienne de solidarité (CCS, équivalent de la CSG). Toutefois, à la suite d'un avis du Conseil d'État et une possible contradiction du principe constitutionnel de l'égalité des citoyens devant l'impôt, Philippe Germain a été obligé de revenir sur la progressivité des taux de l'IRVM au profit d'un taux unique en forte augmentation par rapport à celui pratiqué jusque-là (16 % au lieu de 13,25 %). Cette modification du projet initial ainsi que des tensions restées très fortes avec Calédonie ensemble poussent finalement les 8 élus du FPU au Congrès à voter le 15 décembre 2014 contre les projets de lois du pays créant la CAIS, le nouveau taux de l'IRVM et la CCS (qui sont néanmoins adoptés par les 15 voix de Calédonie ensemble, 4 sur 6 de l'UCF et les 9 de l'UNI), parlant d'une « politique socialiste de matraquage fiscal qui a conduit la France là où elle en est aujourd'hui, un modèle malheureusement destiné à fabriquer du chômage »,,. En réponse, conformément aux annonces faites par leur parti les jours précédents, Philippe Germain, les deux autres membres Calédonie ensemble du gouvernement et l'ensemble de leurs suivants de liste démissionnent le lendemain, estimant que le « Contrat de gouvernance solidaire » n'a pas été respecté et provoquant ainsi la chute de l'exécutif.

## Un président du gouvernement contesté

### Candidature à la présidence et crise institutionnelle
Le nouveau gouvernement est élu le 31 décembre 2014. Comprenant exactement les mêmes membres que le précédent exécutif, il ne réussit toutefois pas à élire de président, ce qui l'empêche d'entrer effectivement en fonction. En effet, le conflit entre Calédonie ensemble et le FPU se traduit par deux candidatures rivales : celle de Philippe Germain d'une part, au nom du « respect du suffrage universel » et d'une interprétation des résultats des élections provinciales de 2014 qui traduiraient selon eux « la volonté des non indépendantistes de confier la direction du pays à Calédonie ensemble qui recueille à lui seul plus de voix et de sièges que les deux autres formations [anti-indépendantistes] réunies », quitte à revenir aux urnes en cas de maintien du blocage ; celle de Cynthia Ligeard d'autre part, le FPU accusant au contraire Calédonie ensemble et son chef Philippe Gomès de vouloir « concentrer tous les pouvoirs alors qu’il n’est absolument pas majoritaire ». Entre les deux, l'UCF et son unique membre du gouvernement Sonia Backès refusent de trancher, appelant à reformer « une entente minimale soit rétablie entre les trois formations loyalistes », refusant « de laisser les indépendantistes être appelés en renfort pour constituer une majorité avec forcément en échange des contreparties qui ne seront pas toutes connues des Calédoniens ». De ce fait, le gouvernement Ligeard continue à expédier les affaires courantes. 
Les indépendantistes eux-mêmes divisés sur la marche à suivre. Si la possibilité d'un vote en faveur d'un non-indépendantiste est très tôt envisagée afin de mettre le gouvernement en ordre de marche, le nom du candidat à soutenir est sujet à débat : l'UNI (deux membres) mais aussi Jean-Louis d'Anglebermes de l'UC penchent pour Philippe Germain et Calédonie ensemble ; Rock Wamytan, président du groupe UC-FLNKS et Nationalistes au Congrès, ainsi que le membre du gouvernement Anthony Lecren ou le secrétaire général de l'UC Gérard Reignier, défendent pour leur part un accord sur un programme commun de gouvernement entre l'ensemble des groupes politiques de l'assemblée locale pour aboutir à un « gouvernement d'unité calédonienne », et éventuellement de faire élire un signataire de l'accord de Nouméa, à savoir Bernard Deladrière du FPU ; Gilbert Tyuienon, ancien vice-président de l'exécutif durant la précédente mandature et autre militant de l'UC, se montre favorable à Cynthia Ligeard.

### Élection à la présidence
Après des mois d'incertitude politique, les dirigeants des quatre composantes du FLNKS déclarent dans un communiqué daté du 31 mars 2015 vouloir trancher en faveur de l'un des candidats non-indépendantistes afin « sans aucune contrepartie, de prendre l'initiative de mettre en place un gouvernement opérationnel » pour, selon eux, « finaliser les transferts de compétences », « adopter une stratégie minière et industrielle commune », « engager les réformes économiques, sociales, environnementales et culturelles nécessaires au développement du pays » et « préparer le référendum de sortie prévu par l'accord de Nouméa ». Par conséquent, le Haut-commissaire de la République convoque une réunion du gouvernement le 1er avril 2015 qui, en l'absence de trois de ses membres (Bernard Deladrière du FPU, Sonia Backès de l'UCF et Gilbert Tyuienon du FLNKS-UC), procède à l'élection de Philippe Germain à la présidence, avec 6 voix sur 11 (les 3 de Calédonie ensemble, les 2 du FLNKS-UNI-Palika et 1 des 3 de l'UC, à savoir celle de Jean-Louis d'Anglebermes), contre 1 pour Cynthia Ligeard (sa propre voix), 1 vote blanc (celui d'Anthony Lecren de l'UC) et 3 absents. Le même jour, Jean-Louis d'Anglebermes est élu vice-président par 7 voix sur 11 (les 3 de Calédonie ensemble, les 2 du FLNKS-UNI-Palika et les 2 membres présents de l'UC) et un vote blanc (celui de Cynthia Ligeard). La répartition de l'animation et du contrôle des secteurs entre les membres du gouvernement a lieu le 3 avril 2015. Philippe Germain y reprend, outre les responsabilités spécifiques du président en matière de coopération régionale notamment et de direction de l'administration néo-calédonienne, la plupart de ses responsabilités précédentes (l'Économie, le Droit commercial, la Fiscalité, les Douanes et le Commerce extérieur) mais aussi la Sécurité civile et la Protection judiciaire de l'enfance et de la jeunesse. 
Son élection est très critiquée par les deux autres formations non-indépendantistes. Ainsi, Cynthia Ligeard parle de « trahison du camp loyaliste », tandis que le sénateur Pierre Frogier, président du Rassemblement-UMP, dit que cette élection est « la pire des choses » car « cela se fait par rapport de force, il n’y a plus de solidarité, il n’y a plus de collégialité ». L'UCF, pour sa part, condamne ce qu'elle appelle une « manœuvre organisée par Philippe Gomès avec la complicité de l'État et d'une partie des indépendantistes », accuse Calédonie ensemble de reproduire une « coalition » avec les indépendantistes malgré les attaques de ce parti contre ce même type d'alliance entre 2011 et 2014 et parle également de « trahison des Calédoniens » en donnant des contreparties supposées aux indépendantistes avec « en priorité le largage du nickel calédonien aux indépendantistes, le cadeau fait aux indépendantistes pour de nouveaux transferts de compétences et la mise en place d'une politique économique socialiste que connaît la Métropole avec les effets négatifs avérés ». En revanche, Philippe Germain, le jour de son élection, affirme que celle-ci « ne résulte pas d’un quelconque "troc", auquel Calédonie ensemble s’est toujours opposé » mais d'un « acte citoyen – accompli dans le respect des convictions de chacun ». Il déclare également vouloir exercer ses « fonctions dans le strict respect de l’Accord de Nouméa et notamment de ses principes de collégialité et de recherche de consensus au-delà de ce qui peut nous opposer, les uns ou les autres, sur l’avenir du pays », tout en se donnant pour objectifs : « Il nous faut poursuivre la mise en œuvre de l’Accord de Nouméa. Il nous faut restaurer la confiance entre les responsables politiques du pays et les Calédoniens, notamment avec notre jeunesse. Il nous faut mettre en œuvre les réformes économiques et sociales dont nous avons plus que jamais besoin. Il nous faut répondre aux attentes des forces vives de notre pays, plus particulièrement des acteurs économiques et des partenaires sociaux ».

### Discours de politique générale
Philippe Germain prononce son discours de politique générale devant le Congrès le 13 avril 2015, en l'absence des 8 élus du FPU, de 5 des 6 conseillers de l'UCF (seul le président de l'assemblée, Gaël Yanno, étant présent) et des 2 élus du Parti travailliste. Insistant sur l'application de l'accord de Nouméa, qu'il définit comme « un processus de décolonisation au sein de la République » aboutissant à l'établissement d'une « nouvelle souveraineté » partagée entre les communautés et qui serait « la matrice de la citoyenneté calédonienne ». Il appelle à ce que « une solution juridique définitive soit apportée en réponse aux inquiétudes qui se sont exprimées » concernant le corps électoral appelé à voter pour la consultation d'autodétermination, et notamment à ce que l'État prenne en compte les avis émis par le Congrès (votés par l'ensemble des élus non-indépendantistes). Il se montre en faveur d'une inscription automatique sur cette liste électorale, en plus des électeurs du référendum de 1998, de tous les natifs par ailleurs inscrits sur la liste pour les élections provinciales (et non les seuls natifs ayant ou ayant eu le statut civil coutumier de Nouvelle-Calédonie, ce que prévoit uniquement le projet de modification de la loi organique de 1999 adopté par le gouvernement national). Concernant les objectifs principaux de son gouvernement, sont cités : l'adoption d'« une stratégie pays, coordonnée et partagée » sur la mine ; l'exigence que soient versés par l'État à la Nouvelle-Calédonie « les 600 millions de francs de crédits prévus par la loi organique » pour financer le transfert de la sécurité civile, qui s'est fait, selon lui, « dans de très mauvaises conditions » ; la poursuite des études, par le biais des comités de pilotage sur l'avenir institutionnel, sur les très controversés transferts prévus par l'article 27 de la loi organique, afin de soumettre leur demande (ou leur rejet) au Congrès avant la fin du premier semestre 2016 ; une « calédonisation » de la fonction publique, en facilitant le retour dans l'archipel des fonctionnaires de police d'origine néo-calédonienne en poste dans une autre collectivité française, en mettant en place un plan de recrutement et de formation pour passer de 25 à 75 % de locaux dans la gendarmerie nationale ou en finalisant le projet de loi du pays sur l'emploi local dans la fonction publique (préparé par Cynthia Ligeard) ; la politique de l'enfance et de la jeunesse, avec la réforme de leur régime de protection judiciaire ou la promotion des langues kanak dans le cursus scolaire ; le tourisme avec la mise en place de « contrats de destination » ainsi que la réorganisation des lignes d’Aircalin ; le développement du numérique ou la lutte contre l'insécurité routière. Concernant ses propres secteurs de contrôle, à savoir l'économie et la fiscalité, il insiste sur l'application de l'« agenda » adopté l'année précédente, et prend pour priorité l'instauration au 1er janvier 2016 de la TGC (la TVA locale) ou la préparation de la création d'une redevance d'extraction minière pour alimenter un fonds pour les générations futures.